# Kazbek
Kazbek (georgiană ყაზბეგი, rusă Казбек) este al treilea munte ca înălțime din Georgia și al optulea din masivul Caucaz. El este amplasat central între Marea Neagră și Marea Caspică fiind din punct de vedere geologic un vulcan stins. Muntele este acoperit de ghețari având altitudinea de 5.047 m deasupra n.m. După mitologia greacă, de pe muntele Kazbek a furat Prometeu focul zeilor, fiind pedepsit de aceștia. Sub pisc la o altitudine de  2.170 m se află biserica Zminda Sameba („Sfânta Treime”) care a fost clădită în secolul XIV. Muntele a fost escaladat în anul 1868 de Douglas W. Freshfield, Adolphus Warburton Moore, Charles C. Tucker. Kazbek este un munte relativ ușor de escaladat, o fostă stație meteorologică aflată la altitudinea de 3.600 m oferind adăpost alpiniștilor. Din Kazbegi, o echipă antrenată și adaptată la altitudine face drumul spre pisc în 2 - 3 zile.